# 李紀珠
李紀珠（1960年4月22日—），中華民國經濟學家、政治人物、銀行家，台灣宜蘭人，籍貫安徽無為，台灣大學第一位保送直升經濟學博士。現任新光銀行副董事長。曾任臺灣金控董事長、中華民國行政院金融監督管理委員會副主委、立法委員、政治大學經濟系所教授、中華民國銀行公會理事長、全球暨台灣玉山科技協會理事長等職。

## 個人經歷
李紀珠成長於天主教家庭。為台大經濟系第一位保送直升博士，1986年取得國立臺灣大學經濟學博士，時年26歲，後於政治大學經濟學系擔任教職，任教期間曾獲美國傅爾布萊特獎及國科會贊助，赴美國哈佛大學(1989-1990)與史丹佛大學(1997-1998)擔任訪問學者，亦曾於北京大學及清華大學擔任客座教授。
擔任政治大學經濟學系教授期間曾出任行政院青年輔導委員會主任委員。2005年起擔任第六屆及第七屆立法委員，2008年出任行政院金融監督管理委員會副主任委員。
2013年2月出任中華郵政公司董事長，2013年8月後任臺灣銀行董事長。
曾獲頒國立政治大學傑出研究教授獎、世界十大傑出青年獎、美國艾森豪威爾獎、美國傅爾布萊特獎、中華民國十大傑出青年獎、李國鼎獎章，及行政院一等功績獎章等獎項，並曾被《天下雜誌》及《商業周刊》評鑑為立法院財經立法委員第一名。
在台灣銀行董事長任內經營台灣銀行成果獲得肯定，被美國哈佛大學商學院主動撰寫成教學個案(case study)，為台灣唯一被撰寫成哈佛個案的銀行家。
自100餘國傅爾布萊特(Fulbright)學會理事長中，獲聘為Fulbright Prize國際決選七位評審委員之一，並親自上台頒獎給得獎人梅克爾(Angela Merkel)

## 工作經歷

### 教職
李紀珠曾於政治大學擔任教授，後赴哈佛大學及史丹福大學擔任訪問學者，亦曾獲邀至北京大學及清華大學擔任客座教授。
美國約翰霍浦金斯(Johns Hopkins)大學國際金融師資培訓教授
Fulbright Prize全球評審委員(參與頒獎給德國梅克爾總理)
艾森豪訪問學人

### 公職
- 1998年至2000年出任行政院青年輔導委員會主任委員。
- 2005年至2008年獲中國國民黨提名出任第六屆及第七屆不分區立法委員。
- 2008年李紀珠出任金融監督管理委員會「政務副主任委員」。

### 公營事業
李紀珠在2013年2月出任中華郵政公司董事長。後任臺灣金控集團董事長。
經營臺灣銀行卓然有成，不但獲利創歷史新高，資產品質(逾放比及逾放覆蓋率)皆為史上最優，且大幅翻轉台銀形象，因而被美國哈佛商學院(Harvard Business School)撰寫為教學個案(CaseStudy)，為臺灣金融機構唯一被撰寫成哈佛個案，並以李紀珠董事長將台銀"old-fashion and clumsy";轉換為"vibrant and
innovative";來形容李紀珠董事長翻轉台銀所帶來在形象上轉變，並獲得《Cheers》雜誌調查為「新世代最嚮往企業」金融業第一名。

### 民營事業
現任新光銀行副董事長。曾任新光金控兼新光人壽副董事長、元富證券副董事長、台灣證券交易所董事、台灣期貨交易所董事。
非營利事業
中華民國銀行商業同業公會全國聯合會理事長、中華民國人壽保險商業同業公會副理事長、全球玉山科技協會理事長、台灣玉山科技協會理事長、台灣傅爾布萊特(Fulbright)學友會理事長、中華民國十大傑出青年當選人聯誼會會長、Fulbright Prize全球評審委員、世界經濟論壇(World Economic Forum)新經濟領袖選拔之決審委員、台灣哈佛校友會副會長。

## 經營評價
- 2014年，銀行公會願讓步 詹宏志向李紀珠道歉(https://ec.ltn.com.tw/article/breakingnews/1184942 （页面存档备份，存于）)

PChome董事長詹宏志批評李紀珠對於「第三方支付」的發展捨近求遠，並對民間業者態度傲慢，官僚氣息重。

## 各界評價
台積電張忠謀董事長曾在對外公開演講時表示，「與李董事長是多年朋友，一直以來也很欣賞李董事長的聰明智慧，以及在財經方面的專業知識」 。前大陸銀監會主席劉明康在臺受訪時，以「專業能力佳」、「女中豪傑」，讚揚多年來一直與大陸進行金融磋商的李紀珠。
李紀珠專業形象受人稱道。根據傳媒報導，2004年，當她確認將進入立法院後，便賣掉持有之股票，在立法院時之財產申報書，除了住宅外，只有存款及一檔1989年她赴美國哈佛大學擔任訪問教授期間購買的美國基金，沒有國內外任何股票，因此部分媒體對其有「道德潔癖小姐」之稱。不分區立委任内民進黨立委郭正亮曾稱：「我從來沒有聽說李紀珠有關賺錢的事！她沒有利益迴避的問題，這很難得，尤其在財政委員會」「雖然她是不分區立委，不必靠選票，但五、六十個不分區立委中，能做到沒有利益迴避問題的，不超過三個！」。
李紀珠的歌聲優美在政壇上相當有名，而目前青創協會的青創之歌，原作詞者便是李紀珠。前國庫署署長凌忠嫄也曾公開讚美，兩人同期間在哈佛大學時，李紀珠便時常邀請同學做客，並總能「燒出一桌酒席好菜」 。
由於她的美麗外貌與单身的身份，媒體對李的私生活也十分感興趣。不過她不願媒體僅關注她的外在裝扮與私領域，而非是她花費最多時間與心血的學術研究成果，因此也間接造成她不太習慣與媒體互動。

## 外部連結
- 李紀珠臉書(Facebook)部落格 （页面存档备份，存于）
- 臺灣銀行董事長簡介 （页面存档备份，存于）
- . 中華民國銀行商業同業公會全國聯合會.   [11 July 2016]. （原始内容存档于2020-08-07）.

| 官衔           | 官衔                                                            | 官衔          |
| -------------- | --------------------------------------------------------------- | ------------- |
| 中華民國行政院 |                                                                 |               |
| 前任： 呂東英  | 金融監督管理委員會副主任委員 第二任 2008年7月1日－2013年2月17日 | 繼任： 王儷玲 |

| 官衔           | 官衔                                                               | 官衔          |
| -------------- | ------------------------------------------------------------------ | ------------- |
| 中華民國行政院 |                                                                    |               |
| 前任： 黃德福  | 行政院青年輔導委員會主任委員 第十二任 1998年2月10日－2000年5月19日 | 繼任： 林芳玫 |